# 도토리

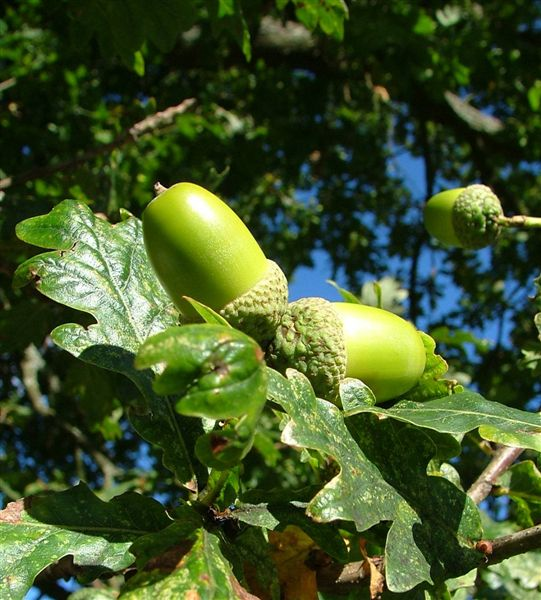
로버참나무에 달린 도토리.

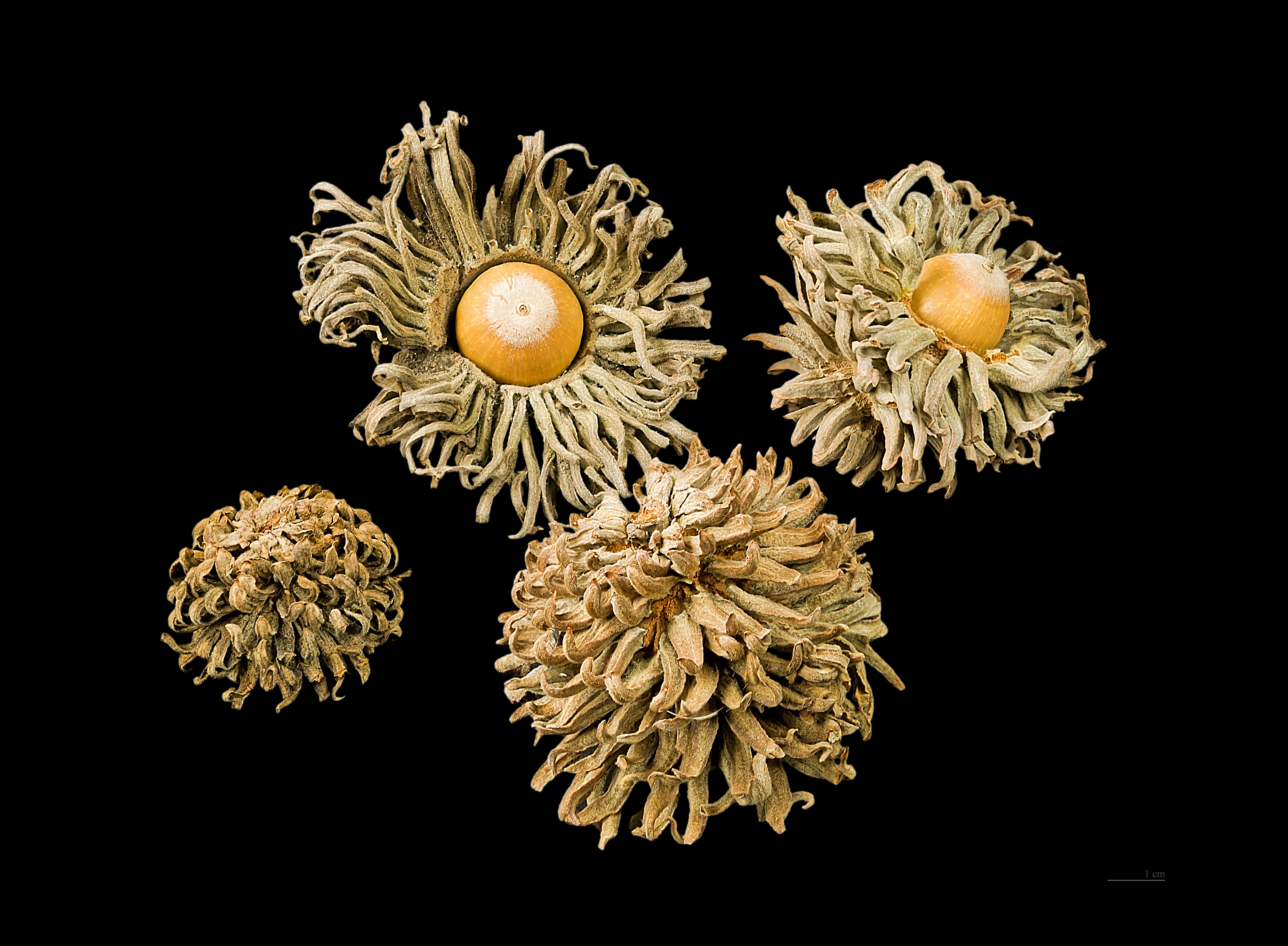
Quercus ithaburensis ssp.macrolepi

도토리(영어: Acorn)는 떡갈나무, 갈참나무, 상수리나무와 같은 참나무 종류의 열매이다. 또한 도토리는 상실(橡實)이라고도 한다. 견과로서, 겉은 단단하고 매끄러운 과피로 이루어져 있다. 안에는 녹말이 들어 있어 떡잎이 발달되었다. 모양은 구형, 난형, 타원 형 등이 있고, 크기 또한 다양하다. 도토리묵을 만들어 먹기도 하고 다람쥐와 같은 산짐승과 밤이나 도토리에 알을 낳아서 번식하는 바구미의 주된 먹이이며 이를 이용하여 장난감이나 장식품을 만드는 재료로 이용된다.

## 구황식품
예로부터 가뭄이나 흉작에 의해 먹을 것이 귀해졌을 때 쌀과 보리 등의 주식을 대체하거나 보조할 구황을 위한 대표적인 양식으로 도토리가 많이 사용되었다. 특히 도토리는 평소에도 먹기가 좋아 인기가 있었으며 조선 시대에는 나라에서 미리 평년에도 수집을 하여 비축하도록 하였다. 《본초강목》에는 흉년에는 산사람들이 밥을 해 먹거나 찧어서 가루로 먹었으며 풍년에는 돼지에게 주었다고 기록하고 있으며 잘 익은 도토리의 경우 보관을 잘 하면 수십 년이 지나도 사용할 수 있었다고 한다. 이를 위해 조정에서는 소나무가 잘 자라지 못하는 산에 잣나무와 도토리 나무를 심는 것을 장려하기도 하였다. 그러나 조정에서 지나치게 도토리를 걷게 하자 폐단도 나타났는데 흉년에 대비하고자 하는 목적이 오히려 백성에게 폐를 끼쳤다.

## 보관
신선한 도토리는 2주 넘게 놔두면 벌레가 생기기 쉬우므로 보통 껍질을 벗겨 말려서 보관한다. 나무 절구, 맷돌 등을 이용하여 겉껍질을 벗기고 햇볕에 말린 다음 키를 이용하여 바람에 껍질을 날려서 분리한다. 2주 이상 햇볕에 잘 말리면 보통 원래 양의 1/3이 되고 무게는 반이 된다. 이 도토리를 맷돌 등으로 갈아서 물에 담그어 쓴맛을 없애고 앙금을 내고 그 앙금을 말려 녹말 가루를 얻을 수 있다. 이 녹말 가루와 함께 밀가루등으로 반죽해서 국수나 수제비, 부침개 등을 해 먹을 수 있다. 아니면 물에 풀어 풀을 쑤듯이 끓이다가 끈적하게 엉기면 그릇에 담아 식히면 묵이 된다.
《동의보감》에서는 도토리가 성질이 따뜻하고 맛은 쓰고 떫으며 독이 없다고 하였으며 설사와 이질 등을 낫게 하고 장과 위를 든든하게 하여 몸에 살을 오르게 한다고 하였다.

## 영양
도토리로 만든 음식은 소화가 잘 되며, 설사를 그치게 하고 뼈를 튼튼하게 하며 살을 빼기에도 좋다. 지혈 작용이 있으며 몸 안에 쌓이는 중금속을 제거한다고 알려져 있다. 하지만 도토리는 탄닌 성분이 많기 때문에 너무 많이 먹으면 변비가 생길 수 있으며 빈혈에도 좋지 않다. 신선한 도토리 열매에는 대략 단백질 3%, 탄수화물 40%, 유지 5.5%, 탄닌 10~20%가 있다. 토종 꿀에 담가 먹으면 명약이 된다고 한다.
1. ↑  National Academies of Sciences, Engineering, and Medicine; Health and Medicine Division; Food and Nutrition Board; Committee to Review the Dietary Reference Intakes for Sodium and Potassium (2019). 〈Chapter 4: Potassium: Dietary Reference Intakes for Adequacy〉.   Oria, Maria; Harrison, Meghan; Stallings, Virginia A. 《Dietary Reference Intakes for Sodium and Potassium》. The National Academies Collection: Reports funded by National Institutes of Health. Washington, DC: National Academies Press (US). 120–121쪽. doi:10.17226/25353. ISBN 978-0-309-48834-1. PMID 30844154. 2024년 12월 5일에 확인함.
2. ↑  United States Food and Drug Administration (2024). “Daily Value on the Nutrition and Supplement Facts Labels”. 《FDA》. 2024년 3월 27일에 원본 문서에서 보존된 문서. 2024년 3월 28일에 확인함.